# دهستان طوس
طوس، دهستانی به مرکزیت روستای اسلامیه از توابع بخش مرکزی شهرستان مشهد در استان خراسان رضوی ایران است.

## جایگاه
این دهستان یکی از مناطق گردشگری مشهد محسوب می‌شود. و شهر تاریخی توس و آرامگاه فردوسی در آن قرار دارند.

## جمعیت
بر اساس سرشماری سال ۱۳۸۵جمعیت آن  ۱۲۸۴۰۵نفر (۳۲۲۹۱خانوار) بوده است.